# James Hansen
James E. Hansen (ur. 29 marca 1941 w Denison, Iowa) – amerykański astrofizyk i klimatolog.

## Życiorys
Uzyskał magisterium z fizyki w 1965 i doktorat z fizyki w 1967. Pracował jako student fizyki i astronomii u Jamesa Allena. W latach 1981–2013 był dyrektorem NASA Goddard Institute for Space Studies w Nowym Jorku. Jest także profesorem na wydziale nauk o Ziemi i środowisku (ang. Department of Earth and Environmental Sciences) na Uniwersytecie Columbia. Hansen pracował nad wymianą radiacyjną w atmosferze, z początku żeby zrozumieć zachowanie atmosfery planety Wenus. Następnie pracował nad równaniem transferu promieniowania w atmosferze ziemskiej (czułości klimatu, wymuszanie radiacyjne). Przyczynił się do zrozumienia klimatu Ziemi poprzez pracę nad parametryzacją procesów fizycznych w modelach ogólnej cyrkulacji (ang. global climate model lub general circulation model GCM), zob. EdGCM, modele klimatu).
Wyniki badań były opublikowane w formie licznych artykułów naukowych, dydaktycznych i popularnonaukowych. J. Hansen jest też autorem popularnej książki Storms of my grandchildren.
W 1988 roku zeznawał przed komitetem kongresu USA, co wpłynęło na powszechniejsze zrozumienie problemu globalnego ocieplenia. 
Jest członkiem Amerykańskiej Unii Geofizycznej i National Academy of Sciences. Otrzymał m.in. Dan David Prize (2007) i Medal Rossbiego (2009) – najwyższą nagrodę Amerykańskiego Towarzystwa Meteorologicznego. 
Jest jednym z najbardziej wpływowych zwolenników tezy o antropogenicznych przyczynach globalnego ocieplenia.
Wspiera ruchy społeczne, np. protestujące przeciwko działalności Massey Energy w Appalachach.

## Publikacje (przykłady)
- Young people’s burden: requirement of negative CO2 emissions (2017)[7]
- Climate forcing growth rates: doubling down on our Faustian bargain (2013)[8]
- Assessing “Dangerous Climate Change”: Required Reduction of Carbon Emissions to Protect Young People, Future Generations and Nature (2013)[9]
- Climate sensitivity, sea level and atmospheric carbon dioxide (2013)[10]
- Storms Of My Grandchildren: The Truth About The Climate Catastrophe And Our Last Chance To Save Humanity (2009)[5][6]
- Target Atmospheric CO2: Where Should Humanity Aim? (2008)[11]